# Ami Omer Dadaon
Ami Omer Dadaon (hébreu : עמי עומר דדאון ; parfois écrit Dadon ; né le 26 décembre 2000) est un champion paralympique israélien et un champion du monde de natation. 

## Biographie
Né à Haïfa, en Israël, Ami Omer Dadaon  est né prématurément et devient tétraplégique dès sa naissance. Il commence la natation dés l'âge de 6 ans.
Il remporte quatre médailles d'or aux Jeux paralympiques, sept médailles d'or aux Championnats du monde et neuf médailles d'or aux Championnats d'Europe. 
Lors des Jeux paralympiques d'été de 2020,  il remporte deux médailles d'or et une médaille d'argent. Ami Omer Dadaon fait une performance sur le 200 mètres nage libre  avec un record du monde de la discipline (2:44.84) . Lors des Jeux paralympiques de Paris 2024,  il remporte deux médailles d'or (au 100 mètres libre masculin et au 200 mètres libre masculin), une médaille d'argent au 150 mètres quatre nages individuel masculin et une médaille de bronze au 50 mètres masculin.

## Palmarès sportif
- Jeux paralympiques d'été de 2024 à Paris ( France)
  -  Médaille d'or du 100 m freestyle S4
  -  Médaille d'or du 200 m freestyle S4
  -  Médaille d'argent 150 m ind. medley SM4
  -  Médaille de bronze 50 m freestyle S4

- Jeux paralympiques d'été de 2020 à Tokyo ( Japon)
  -  Médaille d'or du 50m freestyle S4
  -  Médaille d'or du 200m freestyle S4
  -  Médaille d'argent 150m ind. medley SM4